# Jutta Hering
Jutta Hering (née le 18 avril 1924 à Berlin et morte en janvier 2012 dans la même ville) est une monteuse allemande.

## Biographie
Après l'obtention de son abitur, elle cherche en 1943 à travailler dans le cinéma. Elle est d'abord sur la colleuse pour le film Zirkus Renz puis devient l'assistante de la monteuse Gertrud Hinz (de) durant l'hiver 1944 sur Das seltsame Fräulein Sylvia, un film inachevé de Paul Martin. Arrêtée en 1945 par les Américains et détenue un an et demi à Bad Ischl en Autriche, elle se retire à Timmendorfer Strand, où elle gagne sa vie, entre autres, comme hôtesse à bord des navires.
En 1949, elle revient à Munich et se fait engager par Bavaria Film comme assistante monteuse. Elle devient monteuse chef en 1953. Elle monte d'abord des comédies comme celles avec Caterina Valente. Dans les années 1960, elle participe aux adaptations d'Edgar Wallace et aux adaptations de Karl May. Dans les années 1970, elle travaille sur les adaptations de Johannes Mario Simmel. Plus récemment, elle collabore aux trois premières comédies d'Otto Waalkes. Elle tombe subitement malade sur le montage de son quatrième film en 1992 et arrête son métier.

## Filmographie
- 1954: Le Village du péché (de)
- 1955: Der doppelte Ehemann
- 1955: Der Frontgockel
- 1955: Bonjour Kathrin
- 1956: La Reine du music-hall
- 1956: Meine Tante – Deine Tante (de)
- 1957: Das einfache Mädchen (de)
- 1957: Liebe, Jazz und Übermut (de)
- 1957: Un soir à la Scala (de)
- 1958: Münchhausen in Afrika
- 1958: Wehe, wenn sie losgelassen (de)
- 1958: Une fusée vers l'amour (de)
- 1959: Hier bin ich – hier bleib ich (de)
- 1959: La Paloma
- 1959: Aus dem Tagebuch eines Frauenarztes
- 1959: Du bist wunderbar
- 1959: Alt Heidelberg
- 1960: Les Mystères d'Angkor
- 1960: Marina
- 1960: O sole mio (de)
- 1961: Adieu, Lebewohl, Goodbye
- 1961: Ramona
- 1961: La Grande Roue
- 1962: Le Livre de San Michele
- 1964: L'Attaque du fourgon postal
- 1964: La Serrure aux treize secrets
- 1964 : Le Défi du Maltais (Der Hexer)
- 1964: Freddy, Tiere, Sensationen (de)
- 1965: Neues vom Hexer
- 1965: Winnetou 3. Teil
- 1965: Der unheimliche Mönch
- 1966: Lange Beine – lange Finger
- 1966: Le Jour le plus long de Kansas City
- 1966: Tonnerre sur la frontière
- 1967: La Main de l'épouvante
- 1967 : Le Moine au fouet (Der Mönch mit der Peitsche)
- 1967: Le Château des chiens hurlants
- 1968: Im Banne des Unheimlichen
- 1968: Der Gorilla von Soho (de)
- 1968: Ces diables de collégiens (de)
- 1968: Le Mariage parfait
- 1968: Der Mann mit dem Glasauge
- 1969: Klassenkeile
- 1969: Pour le meilleur et pour le pire
- 1969: Liz et Helen
- 1969: Dr. med. Fabian – Lachen ist die beste Medizin
- 1969: How Did a Nice Girl Like You Get Into This Business? (en)
- 1970: Perrak (de)
- 1971: Und Jimmy ging zum Regenbogen
- 1971: L'Amour n'est qu'un mot (en)
- 1972: La Pluie noire
- 1976 : Seul dans Berlin
- 1976: L'Œuf du serpent
- 1979: Graf Dracula (beißt jetzt) in Oberbayern
- 1981: Ein Kaktus ist kein Lutschbonbon (de)
- 1982: Marianne und Sophie
- 1985: Otto – Der Film
- 1987: Otto – Der neue Film (de)
- 1989: Otto – Der Außerfriesische (de)

## Crédit d'auteurs
- (de) Cet article est partiellement ou en totalité issu de l’article de Wikipédia en allemand intitulé « Jutta Hering » (voir la liste des auteurs).